# Georg Streiter (Journalist, 1955)
Georg Streiter (* 13. Oktober 1955 in Luxemburg; † 14. August 2024 in Berlin) war ein deutscher Journalist und Unternehmer. Von 2011 bis 2018 war er stellvertretender Sprecher der Bundesregierung.

## Leben
Nach seinem Abitur im Jahr 1974 am Beethoven-Gymnasium Bonn diente Streiter von 1974 bis 1976 als Soldat auf Zeit beim Fernmeldebataillon 330 in Koblenz. Anschließend arbeitete er als Freier Mitarbeiter für die Lokalredaktion der Bonner Rundschau. 1977 begann er ein Studium der Politikwissenschaft, Geschichtswissenschaft und Kunstgeschichte an der Rheinischen Friedrich-Wilhelms-Universität Bonn, das er ohne Abschluss abbrach, um 1979 Redakteur bei der Bild-Zeitung in Köln zu werden. Dort war er zuständig für Kommunalpolitik und wechselte in gleicher Funktion 1983 zum Kölner Express. 1985 ging er für den Express als Parlaments-Korrespondent nach Bonn.
1987 wechselte Streiter als Ressortleiter Politik zur Hamburger Morgenpost nach Hamburg. 1989 kehrte er nach Bonn und zum Express zurück, dessen Parlamentsbüro er leitete. 1991 wechselte er zum Stern, für den er als Parlamentskorrespondent in Bonn und als Ressortleiter Politik in Hamburg arbeitete. 1994 übernahm Streiter die Politik-Ressortleitung in der Hamburger Zentralredaktion der Bild am Sonntag. Von 2001 bis 2004 war er Leitender Redakteur beim Magazin Max in Hamburg. Zu Beginn der 2000er-Jahre engagierte sich Streiter zeitweise als ehrenamtlicher Pressesprecher beim Basketballverein SC Rist Wedel. Von 2005 bis 2009 war er als Ressortleiter Politik der Bild-Zeitung tätig, zunächst in der Hauptredaktion Hamburg und ab 2007 in Berlin. Der Art Directors Club (ADC) zeichnete Streiters Schlagzeile „Wir sind Papst!“ aus.
Ab 2010 arbeitete Streiter als Pressesprecher der Europaabgeordneten Silvana Koch-Mehrin (FDP) in Brüssel, bis er im September 2011 von Christoph Steegmans das Amt des stellvertretenden Regierungssprechers übernahm. Philipp Rösler (FDP) hatte Streiter für das Amt vorgeschlagen. Im Kabinett Merkel III war Streiter ab Dezember 2013 ebenfalls stellvertretender Regierungssprecher, diesmal auf Vorschlag der CSU. Insgesamt sechseinhalb Jahre begleitete er die Bundeskanzlerin Angela Merkel in Kabinettssitzungen, auf Inlandsreisen, bei Empfängen ausländischer Staatsgäste, und nahm an internen Sitzungen im Bundeskanzleramt teil. In der Bundespressekonferenz setzte er regelmäßig Journalisten über die Politik der Bundesregierung in Kenntnis. Im März 2018 schied er aus dem Presse- und Informationsamt der Bundesregierung aus und gründete in Berlin das Consulting-Unternehmen Streiter & Streiter. Ab Jahresanfang 2020 saß er im Vorstand der Stiftung Bundespräsident-Theodor-Heuss-Haus.
Im Februar 2022 gab die Österreichische Volkspartei (ÖVP) bekannt, Streiter als Krisenmanager für die „strategische Kommunikation“ während der parlamentarischen Untersuchung zur ÖVP-Korruptionsaffäre engagiert zu haben. 2024 machte er sein Bronchialkarzinom öffentlich, dessen Folgen er am 14. August 2024 im Alter von 68 Jahren erlag.

## Familie
Georg Streiter war verwitwet und Vater von zwei Söhnen. Streiter war der Sohn von Heinke Streiter, geb. Köster (1921–2014) und Georg Heinrich Karl Streiter sowie der Enkel von Georg Karl Ludwig Streiter.